# 竹下悦男
竹下 悦男（たけした えつお、1935年（昭和10年）4月8日 - 2023年12月3日）は、日本の政治家。元長野県上田市長。

## 来歴
上田市出身。東京農工大学農学部卒業。1959年（昭和34年）長野県庁に入庁。1983年（昭和58年）商工部振興課長、1985年（昭和60年）商工参事、1986年（昭和61年）商工部長、1988年（昭和63年）総務部長、公営企業管理者を歴任した。1994年（平成6年）上田市長選挙に当選し、1期務めた。2005年（平成17年）旭日小綬章受章。
2023年12月3日、慢性腎不全などのため上田市内の診療所で死去。88歳没。